# Ulrika Johansson (häcklöpare)
Ulrika Johansson, född 16 juli 1980 i Kvistofta, är en svensk friidrottare, häcklöpare som tävlar för IFK Växjö. 

## Personliga rekord
| Utomhus - 100 meter – 12,50 (Göteborg 4 juli 1998) - 200 meter – 25,04 (Sollentuna 29 maj 1999) - 400 meter – 54,64 (Växjö 9 juni 2007) - 400 meter – 54,65 (Göteborg 27 juni 2009) - 800 meter – 2:08,00 (Eskilstuna 13 juni 2009) - 800 meter – 2:09,57 (Stockholm 31 augusti 2010) - 400 meter häck – 57,81 (Loughborough, Storbritannien 17 juli 2008) - Längd – 5,40 (Hudiksvall 9 juni 1998) | Inomhus - 60 meter – 7,77 (Sundsvall 30 januari 1999) - 200 meter – 25,47 (Bollnäs 17 januari 1999) - 400 meter – 55,31 (Bollnäs 1 mars 2009) - 2 engelska mil – 9:48,85 (Birmingham, Storbritannien 20 februari 2010) |